# J. van Benthem
J. van Benthem (1 de junio de 1954 (70 años) es un botánico neerlandés especializado en la flora neotropical. Ha identificado y nombrado cuatro especies de la familia Burmanniaceae 
Sus dos mayores áreas de estudio sos las anonáceas como las saprófitas neotropicales pertenecientes a Burmanniaceae. Ha trabajado también en el género Canna (Cannaceae) y ha publicado tratamientos florísticos de este grupo para Guyana, Ecuador. y el norte de Sudamérica.

## Algunas publicaciones
- Flora Neotropica 42 – Burmanniaceae, 1986 con Paulus Johannes Maria Maas, H.C.M. Snelders, T. Rübsamen

- La abreviatura «Benthem» se emplea para indicar a J. van Benthem como autoridad en la descripción y clasificación científica de los vegetales.[5]